# 114 Кассандра
114 Кассандра (114 Kassandra) — астероїд головного поясу, відкритий 23 липня 1871 року.